# Dan Pfaff
Dan Pfaff (* 1. Juli 1954) ist ein US-amerikanischer Leichtathletiktrainer.
Pfaff betreute zahlreiche olympische und paralympische Medaillengewinner und fünf Weltrekordhalter während seiner erfolgreichen Karriere.
Er war unter anderen Trainer von Marion Jones, Donovan Bailey, Bruny Surin, Glenroy Gilbert, Greg Rutherford und Weitspringer Jarryd Wallace.
| Personendaten    | Personendaten                           |
| ---------------- | --------------------------------------- |
| NAME             | Pfaff, Dan                              |
| KURZBESCHREIBUNG | US-amerikanischer Leichtathletiktrainer |
| GEBURTSDATUM     | 20. Jahrhundert                         |